# I Am the Movie
I am the Movie est le premier album complet du groupe américain Motion City Soundtrack. Il a été réalisé en 2002. Il a été remasterisé et réédité en juin 2003 avec l'ajout de quatre nouvelles pistes.

## Liste des titres

### Édition 2002
1. Cambridge – 2:30
2. Shiver – 2:54
3. The Future Freaks Me Out – 3:36
4. Indoor Living – 3:47
5. My Favorite Accident – 3:20
6. 1000 Paper Cranes – 2:20
7. Boombox Generation – 3:07
8. Don't Call It a Comeback – 1:51
9. Red Dress – 2:36
10. Mary Without Sound – 3:00
11. A-OK – 3:47

### Édition 2003
1. Cambridge – 2:30
2. Shiver – 2:54
3. The Future Freaks Me Out – 3:36
4. Indoor Living – 3:47
5. My Favorite Accident – 3:20
6. Perfect Teeth 3:29*
7. Boombox Generation – 3:07
8. Don't Call It a Comeback – 1:51
9. Modern Chemistry – 2:22*
10. Capital H – 2:52*
11. Red Dress – 2:36
12. Mary Without Sound – 3:00
13. Autographs & Apologies – 3:52*
14. A-OK – 3:47
15. 000 Paper Cranes (titre bonus pour le Japon)